# جاكوب رينولدز
جاكوب رينولدز (بالإنجليزية: Jacob Reynolds)‏ هو ممثل أمريكي، ولد في 13 مايو 1983 في الولايات المتحدة.

## وصلات خارجية
- جاكوب رينولدز على موقع IMDb (الإنجليزية)
- جاكوب رينولدز على موقع قاعدة بيانات الفيلم (الإنجليزية)